# Гусейнов, Юнис Гусейн оглы
Юни́с Гусейн-оглы Гусе́йнов (азерб. Yunis Hüseynov, написание имени при рождении: Јунис Һүсејнов; 1 февраля 1965, Баку, Азербайджанская ССР, СССР) — советский и азербайджанский футболист, тренер.
Играл на позиции нападающего. Дважды — в 1994 и 1998 годах — избирался «Лучшим футболистом Азербайджана» по версии газеты «Идман» («Спорт»).
С ноября 2024 года – помощник тренера в клубе «Туран».

## Биография
Юнис Гусейнов начинал свою карьеру в клубе «Кяпаз».
С 1984 года играл за бакинский «Нефтчи» в высшей лиге чемпионата СССР. Первый гол забил только в 1987 году в домашней игре против «Кайрата», закончившейся со счетом 6:0. Всего в высшей лиге провел 71 игру, забил 4 мяча.
За годы выступлений «Нефтчи» в 1-й лиге чемпионата СССР (1988—1991) для Гусейнова наиболее удачным оказался 1991 год, когда он в 34 матчах забил 16 мячей и вместе с форвардом Велли Касумовым стал лучшим бомбардиром команды. Всего в 1-й лиге провел 89 матчей, забил 24 мяча.
Привлекался в Олимпийскую сборную СССР.
В 1992 году, в первом чемпионате Азербайджана, забил 29 мячей в 25 играх. В сезоне 1992/1993 некоторое время провёл в Иране.
С 1993 года снова играл в «Нефтчи», за который в течение 6 лет провёл более 100 матчей.
Летом 1998 года перешёл в «Кяпаз», играл в матчах квалификационного раунда Лиги Чемпионов. Сезон 1999/2000 провел в клубе «АНС Пивани».
С августа 2000 снова играл за «Кяпаз» — в чемпионате и в Кубке УЕФА. По окончании сезона 2000/2001 завершил выступления в большом футболе.
По количеству забитых мячей (66) за всю карьеру футболиста занимает 23 место в списке лучших бомбардиров азербайджанской премьер-лиги
С 1993 по 1998 год защищал цвета национальной сборной Азербайджана.
В 2004—2005 — главный тренер «Карван» (одновременно один из создателей клуба). В следующем сезоне покидал «Карван» на три месяца, ввиду прихода на пост главного тренера турка Фуада Ямана.
Под его руководством команда завоевывала бронзовую и серебряную медали чемпионатов Азербайджана сезонов 2004/2005 и 2005/2006 годов.
В 2007 году полгода возглавлял клуб Премьер-лиги Стандард (Баку). В январе 2008 года вернулся на должность главного тренера «Карвана».
По окончании сезона 2008/2009 вновь покинул «Карван» после вылета команды из Премьер-лиги.
С марта 2012 года возглавил Хазар-Ленкорань, придя на место уволенного турецкого специалиста Джунейта Бичера. Контракт был заключен на два года. При нём клуб завоевал серебряные медали чемпионата. Однако новый сезон команда начала неудачно — в 10 играх клуб набрал 13 очков и занимал 8-ю строчку в турнирной таблице. После гостевой ничьей с «Сумгаитом» (1:1) Гусейнов был отправлен в отставку.
В сентябре 2014 года Гусейнов стал спортивным директором «Хазар-Лянкярана».
В июне 2015 года снова стал главным тренером клуба из Лянкярана.
13 ноября 2024 года он был назначен асистентом тренера в клубе «Туран».

## Достижения
- Чемпион Азербайджана: 1992, 1995/96, 1996/97 («Нефтчи» Баку), 1998/99 («Кяпаз»)
- Бронзовый призёр чемпионата Азербайджана: 1994/95 («Нефтчи» Баку)
- Обладатель Кубка Азербайджана: 1995, 1996, 1999 («Нефтчи» Баку)